# 토폴 (미크로네시아 연방)

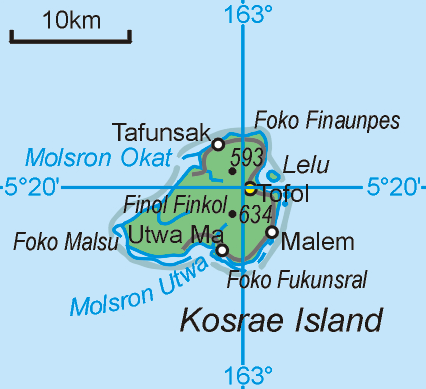
코스라에주의 지도. 노란색 점이 토폴.

토폴(Tofol)은 미크로네시아 연방 코스라에주의 주도이다. 렐루섬(Lelu) 남서쪽에 위치한다.